# Alexander Pohlmann

Alexander Pohlmann

Emil Johannes Alexander Pohlmann (* 10. September 1865 in Graudenz; † 5. Oktober 1952 in Freiburg im Breisgau) war ein deutscher Politiker (Fortschrittliche Volkspartei, DDP).

## Leben und Beruf
Pohlmann, dessen Vater Johann Friedrich Alexander Pohlmann († 1911) Oberbürgermeister von Graudenz war, studierte nach dem Abitur in Freiburg im Breisgau, Breslau, Leipzig und Berlin Rechts- und Verwaltungswissenschaften. Von 1896 bis 1898 arbeitete er in der Stadtverwaltung von Frankfurt am Main und danach bis 1903 als hauptamtlicher Stadtrat in Posen. 
Pohlmann hatte drei ältere Geschwister, darunter Generalleutnant Hugo Gustav Georg Pohlmann (* 7. Oktober 1861; † 29. Juli 1946). Verheiratet war der spätere Oberleutnant der Landwehr Alexander Pohlmann seit dem 1. Oktober 1901 mit Maria Melitta Ulricke, geb. Pauly (* 21. Juli 1877).

## Partei
Pohlmann gehörte im Kaiserreich der Fortschrittlichen Volkspartei an, 1918 beteiligte er sich an der Gründung der DDP.

## Abgeordneter
Pohlmann gehörte von 1912 bis 1918 dem preußischen Abgeordnetenhaus an, nachdem er bereits seit 1904 Mitglied des Oberschlesischen Provinziallandtages war. Anschließend war 1919/20 Mitglied der Weimarer Nationalversammlung und von 1920 bis 1922 Reichstagsabgeordneter. Er verlor sein Mandat aufgrund der Abtrennung von Teilen Oberschlesiens von Deutschland, womit die dort errungenen Mandate erloschen. In der Nationalversammlung sprach er sich am 12. April 1919 im Rahmen der Beratung des Gesetzes über die Regelung der Kaliwirtschaft gegen die Sozialisierung des Kaliabbaus aus, das freiwillige Kalisyndikat reiche als Steuerungsinstrument aus.

## Öffentliche Ämter
Von 1903 bis 1920 war Pohlmann Oberbürgermeister von Kattowitz. Von 1920 bis zu seiner Pensionierung 1930 war er Regierungspräsident des Regierungsbezirks Magdeburg in der Provinz Sachsen.

## Orden und Ehrenzeichen
- Roter Adlerorden, IV. Klasse
- Landwehrdienstauszeichnung , II. Klasse (LD2)
- Eisernes Kreuz, II. Klasse am weißen Bande für Nichtkämpfer
- Kreuz für Verdienste im Kriege (Sachsen-Meiningen) für Nichtkämpfer
- Verdienstkreuz für Kriegshilfe
- Ehrenkreuz des Weltkrieges ohne Schwerter

## Veröffentlichungen
- Ein ernster Mahnruf. In: Bodenreform. Jahrgang 1918, Seiten 64–66.